# LALIGA TV Hypermotion
LALIGA TV HYPERMOTION es un canal español de televisión por suscripción propiedad de LALIGA, dedicado exclusivamente al fútbol y orientado a transmitir el Campeonato Nacional de Liga de Segunda División. Está disponible en España a través de Movistar Plus+, Vodafone TV, Orange TV, Yoigo, MásMóvil, Euskaltel, R, Telecable, Virgin Telco, Guuk, Prime Video, DAZN y GolStadium.
LALIGA ya creó un canal específico denominado LaLiga 1|2|3 TV, que emitió la Segunda División desde la temporada 2016-17 hasta la 2018-19, tras declararse desierta la comercialización exclusiva de los derechos audiovisuales de la competición.

## Lanzamiento
LaLiga anunció el 1 de agosto de 2022, tras quedar desierta la comercialización exclusiva de los derechos audiovisuales del Campeonato Nacional de Liga de Segunda División, el lanzamiento del entonces canal LaLiga SmartBank TV. Mediante esta fórmula de comercialización  se ampliaba el alcance de LaLiga SmartBank para que los aficionados eligieran dónde ver la competición ante la mayor oferta de operadores propuesta hasta la fecha.
Además de los once partidos de cada jornada en directo, y los seis partidos de la promoción de ascenso a LALIGA EA SPORTS (play-offs), LALIGA TV HYPERMOTION emite resúmenes de la competición y las jugadas destacadas semanales.

## Disponibilidad y diales
Los operadores que emiten el canal son Movistar Plus+, Vodafone TV, Orange TV, Telecable, Amazon Prime Video, Euskaltel, R, Virgin Telco, MásMóvil, Yoigo, Guuk, DAZN y GolStadium.
Según LaLiga, los partidos de LALIGA HYPERMOTION se siguen junto con los de LALIGA EA SPORTS en Movistar y Orange, mientras que en el resto de operadores se incluye dentro de su paquete de televisión deportivo.

## Diales
- 54 de Movistar Plus+
- 118 de Orange TV
- 330 de Vodafone TV
- 43 de Telecable

## Narradores y comentaristas
- Xavi Rodríguez
- Dani Fernández
- Jordi Pons
- Lluís Izquierdo
- Alba Oliveros
- Héctor Ruiz Pardo
- Sergio Ferra
- Axel Martínez

Completan el elenco comentaristas de primer nivel como los exfutbolistas Javi Márquez, Alberto García, Pedro Nieto, Lluís Carreras, Esteban Suárez y Jofre Mateu.
El canal LaLiga  TV Hypermotion ofrece la opción al usuario de acceder a la narración y comentarios de la retransmisión en todas las lenguas cooficiales en aquellos territorios con lengua cooficial.